# Macrojoppa rufa
Macrojoppa rufa är en stekelart som beskrevs av Szepligeti 1900. Macrojoppa rufa ingår i släktet Macrojoppa och familjen brokparasitsteklar. Inga underarter finns listade i Catalogue of Life.